# 5766 (ano hebraico)
5766 (hebraico: ה'תשס"ו) foi um ano hebraico correspondente ao período após o pôr do sol de 3 de outubro de 2005 até ao pôr do sol de 22 de setembro de 2006 do calendário gregoriano.
| Mês judaico | Calendário gregoriano                                                                   |
| ----------- | --------------------------------------------------------------------------------------- |
| Tishrei     | após o pôr do sol de 3 de outubro de 2005 até ao pôr do sol de 2 de novembro de 2005    |
| Cheshvan    | após o pôr do sol de 2 de novembro de 2005 até ao pôr do sol de 1º de dezembro de 2005  |
| Kislev      | após o pôr do sol de 1º de dezembro de 2005 até ao pôr do sol de 31 de dezembro de 2005 |
| Tevet       | após o pôr do sol de 31 de dezembro de 2006 até ao pôr do sol de 29 de janeiro de 2006  |
| Shevat      | após o pôr do sol de 29 de janeiro de 2006 até ao pôr do sol de 28 de fevereiro de 2006 |
| Adar        | após o pôr do sol de 28 de fevereiro de 2006 até ao pôr do sol de 29 de março de 2006   |
| Nissan      | após o pôr do sol de 29 de março de 2006 até ao pôr do sol de 28 de abril de 2006       |
| Iyyar       | após o pôr do sol de 28 de abril de 2006 até ao pôr do sol de 27 de maio de 2006        |
| Sivan       | após o pôr do sol de 27 de maio de 2006 até ao pôr do sol de 26 de junho de 2006        |
| Tammuz      | após o pôr do sol de 26 de junho de 2006 até ao pôr do sol de 25 de julho de 2006       |
| Av          | após o pôr do sol de 25 de julho de 2006 até ao pôr do sol de 24 de agosto de 2006      |
| Elul        | após o pôr do sol de 24 de agosto de 2006 até ao pôr do sol de 22 de setembro de 2006   |

## Dados sobre 5766
- Ano comum regular (kesidrah): 354 dias
- Cheshvan com 29 dias e Kislev com 30 dias
- Ciclo solar: 26º ano do 206º ciclo
- Ciclo lunar: 9º ano do 304º ciclo
- Ciclo Shmita: 5º ano
- Ma'aser Sheni (dízimo para Jerusalém)

## Fatos históricos
- 1936º ano da destruição do Segundo Templo
- 58º ano do estabelecimento do Estado de Israel
- 39º ano da libertação de Jerusalém